# Пісківська сільська рада (Ясинуватський район)
| Пісківська сільська рада — колишній орган місцевого самоврядування у Ясинуватському районі Донецької області з адміністративним центром у c-ще Піски. Сільській раді підпорядковані населені пункти: - c-ще Піски - с. Водяне - с-ще Лозове - с-ще Сєверне |

## Склад ради
Рада складається з 20 депутатів та голови.

## Керівний склад сільської ради
| ПІБ                         | Основні відомості                                                         | Дата обрання | Дата звільнення |
| --------------------------- | ------------------------------------------------------------------------- | ------------ | --------------- |
| Селезньов Анатолій Іванович | Сільський голова, 1953 року народження, освіта, член Партії регіонів      | 26.03.2006   | 31.10.2010      |
| Селезньов Анатолій Іванович | Сільський голова, 1953 року народження, освіта вища, член Партії регіонів | 31.10.2010   | 09.09.2012      |
| Грушко Олег Ігоревич        | Сільський голова, 1980 року народження, освіта вища,                      | 09.09.2012   |                 |

Примітка: таблиця складена за даними джерела